# Ben-Zion Shilo
Ben-Zion Shilo (sau Bentzion Shilò, în ebraică בן ציון שילה; n. 25 noiembrie 1951, Ierusalim, Israel – d. 14 aprilie 2025) a fost un genetician israelian, profesor la Institutul Weizmann din Rehovot.
Între anii 1993-2001 a fost șeful secției de genetică moleculară de la Institutul Weizmann.
Shilo a studiat biologia apoi a făcut doctoratul în genetică la Universitatea Ebraică din Ierusalim.
După anul 1981 s-a alăturat colectivului de cercetare al secției de virologie al Institutului Weizman. Apoi a făcut studii de post-doctorat la  Institutul MIT din 
Cambridge, Massachusetts.  
Spre sfârșitul studiilor acolo Shilo a descoperit că secvențele ADN din genomul vertebratelor, responsabile de codificarea proteinelor proto-oncogene, se găsesc conservate în genomul muștii de fructe Drosophila.
Shilo s-a ocupat prin mijlocirea unor tehnici genetice sofisticate, de cercetarea unor componente și a controlului traseelor de transmitere a semnalelor, precum și a funcției lor în procesul de dezvoltare normală a organismului .Shilo și echipa sa au cercetat receptorul Factorului de creștere epidermală EGF. 
În ultimii ani el a colaborat cu biologi computaționali în scopul găsirii bazei cantitative pentru modelele exacte de dezvoltare și al examinării funcției proteinei actină în formarea țesuturilor.
Ben-Zion Shilo a fost profesor oaspete la universitățile Yale și Stanford și a fost co-cercetător la Institutul Radcliff pentru studii avansate de la Universitatea Harvard. El este membru al Organizației Europene de Biologie Moleculară  și în consiliul de conducere al acesteia. De asemenea a fost membru în colegiile de redacție ale mai multor jurnale stiințifice, între care Development, The EMBO Journal , și Molecular Systems Biology.

## Distincții și onoruri
- 2000 - Premiul Michael Bruno (Israel) pentru genetică
- 2013 - Premiul EMET (Israel) în domeniul geneticii, împreună cu Giora Simkhen și Gideon Rakhavi. "pentru descoperirile sale de pionierat în studiul dezvoltării embrionice, care au deslușit controlul genetic al modelării țesuturilor și conexiunea dintre aceste procese și boli umane"